# رودني أتكينس
رودني الآن اتكينس (إنج: Rodney Allan Atkins) ولد في 28 مارس 1969 في نوكسفيل- تينيسي - الولايات المتحدة الأمريكية (Knoxville, Tennessee, USA) مغني موسيقى الكاونتري الأمريكية.

## روابط خارجية
- رودني أتكينس على موقع IMDb (الإنجليزية)
- رودني أتكينس على موقع ميوزك برينز (الإنجليزية)
- رودني أتكينس على موقع أول ميوزيك (الإنجليزية)
- رودني أتكينس على موقع ديسكوغز (الإنجليزية)
- رودني أتكينس على موقع قاعدة بيانات الفيلم (الإنجليزية)